# Валеджо
Валеджо (итал. Valeggio) — коммуна в Италии, находится в регионе Ломбардия, в провинции Павия.
Население составляет 214 человек (2008), плотность населения составляет 24 чел./км². Занимает площадь 9 км². Почтовый индекс — 27020. Телефонный код — 0384.
Покровителями коммуны почитаются святые апостолы Пётр и Павел, празднование 29 июня.

## Демография
Динамика населения:

## Администрация коммуны
- Официальный сайт: